# テレ朝系リアルタイム配信
テレ朝系リアルタイム配信（テレあさけいリアルタイムはいしん）は、2022年4月11日に開始されたテレビ朝日の常時同時配信・見逃し番組配信サービスの名称である。

## 概要
TVerのシステムを利用して、ゴールデンタイム・プライムタイムの番組同時配信を行う。

### 開始まで
イギリス・英国放送協会（BBC）とITVが2008年からテレビ放送の同時配信サービスを開始したのを皮切りとして、世界各国の放送局が相次いで同時配信サービスを開始したが、日本では著作権法や採算上の問題、系列局（地方局）への配慮などから、テレビ朝日を始めとする、民放各社はこれまでテレビ番組のインターネット同時配信に慎重であった。
しかし、テレビ離れ等が急速に進んでいることや2020年3月に日本放送協会（NHK）がNHKプラスのサービスを開始させることを受けて、テレビ朝日などの在京民放5社でも同年秋にインターネット同時配信を始める方針で関係各所と調整していることが同年2月に報じられた。
テレビ朝日も同時配信サービスを開始する予定であることを2021年9月28日に行われた定例記者会見にて明らかにし、後に2022年4月11日にサービス開始することを同じく同年2月22日に行われた定例記者会見にて発表した。日テレ系ライブ配信と同様にプライムタイムの番組を中心にTVerにて配信するとしている。なお、同局会長の早河洋はニュース取材や営業などの拠点となるANNネットワーク体制は絶対に維持することを明言している。

## 特徴

### 配信画面
右上に「テレ朝系」と透かし（ウォーターマーク）が挿入されている。

### 追っかけ再生
TVerにログインすると追っかけ再生機能も利用できるが、報道番組（『報道ステーション』・『サタデーステーション』・『サンデーステーション』）での利用は出来ない。

### 対象機器
スマートフォン・タブレット・パソコン（PC）等に対応。なお、TVerのテレビアプリやAmazon Fire TV・Chromecast等を介した視聴は出来ない。